# 法の死滅
法の死滅（ほうのしめつ）とは、マルクス主義法学の法律観の一つで、国家及び法律は、階級と共に発生したものであり、社会が共産主義の段階まで進んで商品の取引交換や階級対立が消滅すれば、国家も法律も不要となり死滅していくという考え方。
ソビエト連邦のエフゲニー・パシュカーニスらによって積極的に唱えられ、現在のソビエト法も「過渡期のブルジョワ法」であると位置付けられた。だが、スターリンが「一国社会主義」を進めていく過程においてパシュカーニスは「ソビエト連邦の転覆を企てる無政府主義者」として粛清の対象とされた。
スターリン批判後も「国家の死滅が法の死滅には繋がらず、共産主義社会においても一定の法規範が必要とされる」とする批判も出されるようになった。